# The Secret of the Storm Country
The Secret of the Storm Country é um filme de drama mudo dos Estados Unidos dirigido por Charles Miller e lançado em 1917. É atualmente considerado um filme perdido. Trata-se de uma adaptação cinematográfica feita por Mary Murillo do romance The Secret of the Storm Country, de Grace Miller White. Sua história é uma sequência de Tess of the Storm Country, de 1914.